# Булката труп
„Булката труп“ (на английски: Corpse Bride) е анимационен филм от 2005 година, режисиран от Тим Бъртън. В жанровата характеристика филмът е описан като мюзикъл.

## Сюжет
Виктор ван Дорт трябва да се ожени за Виктория Евърглот, но не всичко върви както трябва. Той се оказва в света на мъртвите, където е принуден да се ожени за мъртвата Емили, която не ще се спре пред нищо, за да го задържи при себе си. Тъй като родителите на Виктория са обеднели аристократи, трябва да намерят друг начин да се спасят от бедността, защото Виктор изчезва. Тогава се появява лорд Бъркис, който всъщност е убиецът на Емили и възнамерява да се ожени за дъщерята на Евърглот, да убие и нея и да вземе парите ѝ, без да знае, че нейното семейство го използва, за да забогатее отново. Накрая убиецът е разкрит и наказан, мъртвата Емили намира покой, а Виктор е свободен за Виктория, с която се обичат.

## Персонажи
- Виктор ван Дорт – младоженецът, син на богат търговец на риба, умее да свири на пиано.
- Нел и Уилям ван Дорт – родители на Виктор, богати търговци на риба.
- Виктория Евърглот – годеницата на Виктор.
- лорд и лейди Евърглот – родителите на Виктория, обеднели аристократи.
- Хилдегард – компаньонка на Виктория, живее в дома на Евърглот.
- Емили – булката-труп, добра пианистка, танцьорка и певица.
- Лорд Бъркис – аристократ, останал без пари, убиец на Емили, с намерението да направи същото с Виктория Евърглот.